# Monade (philosophie)
Pour les articles homonymes, voir Monade.
Le terme « monade », employé en métaphysique, signifie étymologiquement « unité » (μονάς monas). C'est l'Unité parfaite qui est le principe absolu. C'est l'unité suprême (l'Un, Dieu, le Principe des nombres), mais ce peut être aussi, à l'autre bout, l'unité minimale, l'élément spirituel minimal. Plus subtilement, la notion de monade évoque un jeu de miroirs entre l'Un, la Monade comme unité maximale, et les monades, les éléments des choses ou les choses en tant qu'unités minimales, reflets, de l'Un ; une chose une est comme un microcosme, un reflet, un point de vue de l'Unité ; une âme dit partiellement ce qu'est l'Âme, celle du monde, ou l'Esprit.
Le monadisme, vitaliste, s'oppose à l'atomisme, qui est mécaniste. La science des monades s'appelle « monadologie » ; ce néologisme vient, non de Leibniz, mais de Erdmann, l'éditeur de Leibniz en 1840.
Quant aux mots, on peut dire que, parfois, le Grec appelle les nombres arithmétiques un, deux, trois, quatre, cinq, dix..., tandis qu'il appelle les nombres idéaux monade, dyade, triade, tétrade. D'autre part, par convention, le mot « Monade » (avec majuscule) désigne le principe un, l'Un, l'Unité, tandis que « monade », avec minuscule, désigne une unité, une substance simple.
Quant aux concepts, on peut distinguer ou confondre Un et Monade. Les pythagoriciens semblent les identifier, les platoniciens les distinguer : dans son enseignement oral, Platon pose deux principes contraires, au sommet l'Un, en bas la Dyade, ce ne sont pas des nombres, mais les sources des nombres : « C'est à partir de cet Un que le nombre idéal est engendré », « la Dyade indéfinie est génératrice de la quantité », et l'Un engendre les nombres idéaux de la Décade (monade, dyade, triade, tétrade).

## Philosophie présocratique
Chez les pythagoriciens, surtout chez Philolaos de Crotone et Archytas, la Monade désigne l'unité originelle d'où dérive la série des nombres, en particulier la Décade (les dix premiers nombres entiers naturels). 
« Le principe de toutes choses est la Monade. Venant de la Monade, la Dyade indéfinie [l'Illimité, la matière], considérée comme matière, est sous-jacente à la Monade qui est cause. De la Monade et de la Dyade indéfinie viennent les nombres, des nombres les points [des nombres dérivent les grandeurs, dont l'élément originel est le point], des points les lignes, des lignes les figures planes, des figures planes les figures solides, des solides les corps sensibles [connus par les sens], dont les Éléments sont au nombre de quatre : Feu, Eau, Terre, Air. »
« Archytas et Philolaos usent indifféremment des termes « un » et « monade » (Théon de Smyrne, Exposé des connaissances mathématiques utiles à la lecture de Platon).

## Philosophie platonicienne et néo-platonicienne
Platon appelle ses Idées « Monades » (unités), dans la mesure où chaque Idée (le Juste, le Beau, l'Abeille en soi...) est une Forme sans multiplicité ni changement, un Modèle unique, un principe d'existence et de connaissance. 
« Quand c'est l'Homme dans son unité qu'on entreprend de poser, ou le Bœuf unique, le Beau unique, le Bien unique, alors l'immense peine qu'à propos de ces unités et de celles qui sont du même ordre on se donne pour les diviser donne lieu à contestation. De quelle manière ? En premier lieu, sur le point de savoir si l'on doit admettre pour des unités (monadas) de cet ordre une véritable existence ; en second lieu, de savoir cette fois comment ces unités, dont chacune existerait toujours identique à elle-même et sans être sujette ni à naître ni à périr, gardent intégralement, de la façon la plus stable, cette unicité qu'on leur attribue »
Speusippe, premier successeur de Platon à l'Académie, soutient que le premier principe est l'Un, au-dessus de l'être, et que la monade concerne les nombres.
Xénocrate, deuxième successeur de Platon à l'Académie, reprend l'opposition de Platon :
« Xénocrate, fils d'Agathénor de Chalcédoine, faisait de la Monade et de la Dyade des dieux, dont la première comme principe mâle occupe le rang de père et règne au ciel. Il l'appelle aussi Zeus et impair et intellect, qui est pour lui le premier dieu. L'autre principe, comme femelle, prend la place de mère des dieux. Elle préside au domaine au-dessous du ciel. C'est pour lui l'Âme du monde. Le ciel aussi est dieu, et les astres de feu sont les dieux olympiens. »
Les néoplatoniciens pythagorisants (comme Syrianos, Nicomaque de Gerasa, Jamblique) ont assimilé le Un à la Monade.

### La Monade comme point de vue
On trouve chez Plotin l'image de la Monade comme point de vue. Cette idée que chaque Monade est comme un point de vue sur une ville unique, et qu'il y a donc une infinité de Monades étant donné qu'il y a une infinité de points de vue, est à l'origine employée par Plotin dans Les Ennéades où il écrit :

« Nous multiplions la ville sans qu'elle fonde cette opération... »

— (Ennéades, VI, 6, 2)
En effet chaque Monade est un point de vue qui n'épuise pas son objet et existe comme unité (Un). La Monade prend donc chez Plotin l'aspect d'un tout (un point de vue unifié), multipliable à l'infini (il y a une infinité de points de vue sur une seule et même ville) et exprimant une petite partie d'un élément (son point de vue n'est qu'une part de la ville immense). Leibniz réutilisera d'ailleurs pour son compte cette métaphore, dans une approche perspectiviste, en l'approfondissant considérablement et en la déployant. Deleuze analysera les implications de cette conception de la Monade chez Leibniz dans son ouvrage Le pli. Leibniz introduira entre autres des degrés dans les Monades (voir plus bas) en présentant le fait que chaque Monade est constituée d'un point de vue clair (sa perspective de la ville) et d'une totalité obscure ou confuse (la ville).

## Philosophie gnostique chrétienne et médiévale
« Chez les néoplatoniciens chrétiens (Théodoric de Chartres, Dominique Gundisalvi), le mot Monade désigne Dieu comme unité ultime et essentielle ».
Dans un écrit apocryphe douteusement attribué à Jean l'évangéliste nous y trouvons  le fait que la Monade est l’Esprit-Père :
« la Monade étant une monarchie, sur laquelle ne s’exerce aucun pouvoir, — elle est le Dieu et Père de toutes choses, le Saint, l’Invisible établi au-dessus de toute chose, établi dans son Incorruptibilité, établi dans cette lumière pure que la lumière oculaire ne peut regarder. Il est l’Esprit. »
Nicolas de Cues utilise le concept de monade, par lequel il désigne « un microcosme, une unité en miniature, un miroir du tout »

## Philosophie renaissante et moderne (après 1600)

### La monade chez Giordano Bruno
En 1591, à Francfort, Giordano Bruno a écrit en latin deux poèmes sur la monade : Du triple minimum (De triplici minimo) et De la monade, du nombre et de la figure (De monade, numero et figura). Il appelle minimum ou monade une entité indivisible qui constitue l'élément minimal des choses matérielles et spirituelles. Dieu, minimum et maximum, est la Monade suprême d'où s'échappent éternellement une infinité de monades inférieures : 
« Dieu est la Monade, source de tous les nombres. L'absolument simple, fondement simple de toute grandeur et substance de toute composition ; supérieur à tout accident, infini et immense. La nature est nombre nombrable, grandeur mesurable et réalité déterminable. La raison est nombre nombrant, grandeur mesurante, critère d'évaluation. À travers la nature Dieu influe sur la raison. La raison, à travers la nature, s'élève vers Dieu. »
Il y a un triple minimum : la monade correspond au point en mathématiques et à l'atome en physique (jusqu'a la découverte des quarks et autres particules élémentaires, aujourd'hui ce serait donc cela les monades, les atomes insécables). Elle est l'être primitif, impérissable, de nature aussi bien corporelle que spirituelle, qui engendre, par des rapports réciproques, la vie du monde. C'est une individualisation extrinsèque de la divinité, existence finie, elle est un aspect de l'essence infinie. Certains ont vu là du panthéisme (tout est divin), d'autres du perspectivisme (chaque chose exprime le tout à sa façon).

### La monade chez Leibniz
François-Mercure Van Helmont, ami de Leibniz depuis 1671 jusqu'à 1698, dans Ordre intégral ou Ordre des siècles (Seder olam sive Ordo seculorum, 1693), présente le monde comme gouverné par un seul principe de vie, qui s'étend de la « monade » centrale et impérissable (Dieu) jusqu'aux choses indéfiniment divisibles et soumises à l'explication mécanique.
Anne Conway, qui fait partie des platoniciens de Cambridge, a dans son seul livre (The Principles of the Most Modern and Ancient Philosophy) composé entre 1671 et 1677, publié en 1690, présenté une doctrine de monades physiques dans une philosophie vitaliste. Elle était très liée à François-Mercure Van Helmont depuis 1670.
« La division des choses ne se fait pas en termes de plus petit terme mathématique, mais de plus petit terme physique. Et quand la matière concrète se divise en monades physiques, comme cela se passa au premier état de sa formation, alors elle est prête à reprendre son activité et à devenir esprit. »
Philosophe et mathématicien, à partir de 1696 Leibniz développe un système métaphysique selon lequel l'Univers est constitué de monades. Pendant la dernière année de sa vie, en 1714, il écrit en français deux textes marquants sur ce thème, le second étant devenu célèbre sous le titre de Monadologie. Tout être est soit une monade soit un composé de monades. Quant à leur nature, les monades sont des substances simples douées d'appétition et de perception. Quant à leur structure, ce sont des unités par soi, analysables en un principe actif appelé « âme », « forme substantielle » ou « entéléchie », et en un principe passif, dit « masse » ou « matière première ». Quant à leur expression, les monades sont chacune un miroir vivant, représentatif de l'univers, suivant leur point de vue. Quant à leur hiérarchie, les monades présentent des degrés de perfection :
- au plus bas degré, les monades simples ou « nues » se caractérisent par des perceptions inconscientes. Elles contiennent toutes les informations sur l’état de toutes les autres, mais n’ont ni conscience ni mémoire. Ce sont les monades des minéraux et des végétaux ;
- puis viennent les monades sensitives, douées de perceptions conscientes et de mémoire et qui imitent la raison. Telles sont les monades des animaux ;
- les monades raisonnables se distinguent par la conscience réfléchie (« aperception ») de leurs perceptions, qui entraînent la liberté. C’est le cas des monades humaines ;
- ensuite les anges ;
- Dieu, dira Hegel, est la Monade des monades[14].

« La monade, dont nous parlerons ici, n'est autre chose qu'une substance simple, qui entre dans les composés ; simple, c'est-à-dire sans parties... Ces monades sont les véritables atomes [les indivisibles] de la nature et, en un mot, les éléments des choses... Les monades n'ont point de fenêtres, par lesquelles quelque chose y puisse entrer ou sortir [les actions de l'extérieur ne peuvent la modifier]. »

### La monade après Leibniz
Chez Alfred North Whitehead, le mot indique les événements temporels.
Chez Husserl, la monade caractérise le rapport intersubjectif. Le mot « monade », ici, désigne la conscience individuelle, l'individualité en tant qu'elle représente à la fois un point de vue unique, original sur le monde et une totalité close, impénétrable aux autres consciences individuelles ou individualités. Pour Husserl, au moi est donné d'autres moi, non pas directement, mais au travers une série d'actes extérieurs, physiques, que le moi interprète par analogie à soi-même. Ainsi, à travers les actes d'interprétation, se forment des mondes intersubjectifs, régis par des structures qui leur sont propres et qui forment la base pour la constitution de personnes supérieures, collectives. On aboutit à une pluralité de monades qui communiquent entre elles, à travers la sphère neutre du monde intersubjectif.

### Textes classiques
- Giordano Bruno, Du triple minimum et de la mesure (De triplici minimo et mensura (1591), De la monade (De monade) (1591) : Opere latine di Giordano Bruno, édi. par C. Monti, Turin, UTET, 1980.
- Leibniz, Système nouveau de la nature et de la communication des substances (1695) ; La monadologie (1714) Monadologie, in Leibniz, Discours de métaphysique. Monadologie, édi. par Michel Fichant, coll. Folio, 2004.

### Textes théosophiques
- La Généalogie de l'Homme, par Annie Besant

### Études
- Xénia Atanassiévitch, La doctrine métaphysique et géométrique de Bruno exposée dans son ouvrage 'De triplici minimo' , Belgrade, 1923.
- Gilles Deleuze, Le pli. Leibniz et le baroque, Les Éditions de Minuit, Paris, 1988.
- Charles H. Kahn, Pythagoras and the Pythagoreans, Hackett Publishing, 2001.
- A. Sheppard, Monad and Dyad as Cosmic Principles in Syrianus, in H. Blumenthal et A. Lloyd (édi.), Soul and the Structure of Being in Late Neoplatonism, Liverpool, 1982, p. 1-14. Syrianos est un commentateur néoplatonicien d'Aristote